# 美国在线
美国在线（英語：AOL Inc.，前身為 ，縮寫作 ），是一家美国网络公司，現雅虎公司的子公司。

## 历史

AOL 舊版商标

今天的美国在线，源自20世纪80年代的一家计算机服务公司Control Video，该公司一度陷入财政危机，后来一家電腦公司要为它的Commodore商务机用户提供互联网接入服务，Control Video公司提供了此服务，并摆脱财务困境，后改名为Quantum Computer Services。Quantum为Commodore商务机设计的拨号网络Q-link于1985年上市，与Tandy公司合作的PC-link也在1989年上市。1989年10月，公司将America Online服务引入Macintosh和Apple Ⅱ，其DOS版本则于1991年2月上市。
后来苹果公司撤除交易，Quantum决定将其所有網路服务重新命名为Online American，后改名为America Online（由Case举办的一次征名大赛而来）。
- 1998年，收购CompuServe和ICQ。
- 1998年11月，收购網景[2]。
- 2000年，美国在线和时代华纳（Time Warner）宣布计划合并，2001年1月11日该交易被联邦贸易委员会（Federal Trade Commission）证实。合并及以后的运作的信息见时代华纳。
- 2009年12月9日，正式与时代华纳分离，成立独立公司并将标识改为「Aol.」。美国在线期望通过此举，由网络接入商转型成为广告提供商和原创内容提供商。在与时代华纳合并期间，美国在线总市值缩水98%[6]。
- 2011年2月8日，美國線上以3億1千5百萬美元收購哈芬登郵報[7]。
- 2013年8月8日，AOL宣佈以4.05億美元收購網路廣告交易平台Adap.tv。Adap.tv是一家幫助企業出售和購買在線影片廣告的公司。AOL收購Adap.tv的交易價格中，包括3.22億美元現金及約8300萬美元的AOL股票。
- 2015年5月12日，威訊宣佈將以每股50美元、即總額44億美元收購AOL，這項交易於2015年夏季完成[8][9]。
- 2021年5月3日，威訊宣佈將Yahoo以及AOL以總額50億美元賣給私募基金公司阿波羅全球管理。